# WASP-16
WASP-16 – gwiazda typu widmowego G podobna do Słońca, znajdująca się w gwiazdozbiorze Panny w odległości 520 lat świetlnych od Ziemi. Wokół WASP-16 orbituje planeta WASP-16 b. 

## System planetarny
W 2009 roku odkryto planetę krążącą wokół WASP-16, której nadano nazwę WASP-16 b. Odkrycia dokonano metodą tranzytu w ramach projektu SuperWASP. 